# Будинок професора
«Будинок професора» (англ. The Professor's House) — роман американської письменниці Вілли Катер. Роман писався кілька років і був опублікований у 1925 році. Катер спочатку написала центральну частину, «Історію Тома Аутленда», а потім написала два обрамляючі розділи «Сім'я» та «Професор».

## Короткий зміст сюжету
Коли професор Годфрі Сент-Пітер з дружиною переїжджає до нового будинку, йому стає некомфортно від того, яким шляхом йде його життя. Він продовжує працювати у своєму запиленому кабінеті в старому будинку, намагаючись втримати своє старе життя. Взявши шлюб, дві його доньки покинули дім і додали двох нових зятів, що спричинило кризу середнього віку, яка змушує професора відчути, що він втратив волю до життя, бо йому нема на що сподіватися.
Роман спочатку розповідає про стосунки професора з його новими зятями та родиною, постійно натякаючи на біль, який вони всі відчувають через смерть Тома Аутленда під час Великої війни. Аутленд був не лише студентом і другом професора, а й нареченим його старшої доньки, яка тепер живе за рахунок багатства, створеного «вакуумом Аутленда».
Центральний розділ роману присвячений Аутленду і розповідає від першої особи історію його дослідження стародавнього міста на скелях у Нью-Мексико. Цей розділ є ретроспективною оповіддю, яку пам'ятає професор.
У фіналі професор, який залишився сам, поки його сім'я вирушає у дорогий європейський тур, ледь не гине через витік газу у своєму кабінеті; і виявляє дивне бажання померти. Його рятує стара сімейна швачка Августа, яка була його вірним другом протягом усього життя. Він вирішує жити далі.

## Персонажі
- Годфрі Сент-Пітер — також відомий як професор, головний герой роману. Це п'ятдесятидворічний чоловік змішаного походження — «канадські французи з одного боку та американські фермери з іншого».[3] Його дружина описує його як такого, що «стає дедалі красивішим і нетерпимішим».[4] Він є професором історії в Гамільтонському університеті, а його книга називається «Іспанські пригоди в Північній Америці». Ім'я Годфрі походить від імені Годфрі Булонського, завойовника, який взяв Єрусалим:[5] Святий Петро (Сент Пітер) — це скеля, на якій була побудована римська церква: Святий Петро пише про першопрохідців, коли він є інтелектуальним першопрохідцем, і кожна частинка його імені походить від відомих першопрохідців в історії.
- Ліліан Сент-Пітер — статусно орієнтована дружина професора. Вона описується як «зайнята майбутнім» і здатна до адаптації.[6] Її участь у романі здебільшого полягає в тому, щоб протиставити себе професору і показати дистанцію між його інтересами і сім'єю. Їхні стосунки описані як щасливі, але залежні від її спадщини. Вона каже професору: «Треба жити далі, Годфрі. Але не діти стали між нами. У її голосі було щось самотнє і всепрощаюче, щось, що говорило про стару рану, загоєну, затверділу і безнадійну».[6]
- Августа — сімейна швачка і подруга Сент-Пітерів. Її описують як «надійну, методичну діву, німецьку католичку і дуже побожну».[7]
- Розамонд — старша дочка Сент-Пітерів і дружина Луї Марселя. Спочатку вона була заручена з Томом Аутлендом, який після смерті залишив їй усе. Тепер вона одержима своїм зовнішнім виглядом і має все найкраще, ймовірно, тому, що Луї обсипає її екстравагантністю. Професор зізнається, що «він анітрохи її не розумів».[8]
- Кетлін — молодша дочка Сент-Пітерів і дружина Скотта МакГрегора. Вона мила і чесна, одна з найбільш правдивих героїнь роману. Професор каже, що «єдине незвичайне в Кітті… це те, що вона не вважає себе анітрохи незвичайною» і що в ній «є іскра чогось іншого».[9]
- Луї Марселус — чоловік Розамонд і розпорядник патентів Тома Аутленда, на яких він сколотив статки, а зараз будує будинок і меморіал на честь Тома, де вони з Розамонд житимуть, під назвою «Аутленд». Він щедрий і дуже любить Розамонд. Професор каже, що він «абсолютно послідовний. Він набагато щедріший і громадський дух, ніж я, і мої уподобання були б для нього загадковими».[10] Проте, Марсель названий на честь французького монарха і римського полководця, який воював з Ганнібалом, а остання частина його імені, sellus, підтверджує (головним чином) ідею Скотта про те, що Луї цікавиться лише матеріалізмом. Девід Стоук припустив, що «ледь образливий» персонаж частково заснований на музиканте Яні Гамбурзі.[11]
- Скотт МакГрегор — чоловік Кетлін. Вони заручилися невдовзі після заручин Розамонд з Луї. Він журналіст і щодня пише вірші в прозі, на які вони живуть. Професор описує його як такого, що «має звичайний склад розуму», але «він йому довіряє».[9] Скотт і Кетлін зображені як такі, що по-справжньому кохають одне одного.
- Том Аутленд — колись студент Сент-Пітера і наречений Розамонд перед смертю, історія зосереджена на його спогадах. Центральною частиною розділу «Історія Тома Аутленда» є розповідь Тома про його пригоди на американському південному заході, коли він досліджував залишки скельного міста в пустелі під час роботи на ранчо. Саме за ці розповіді та його доброту сім'я Сент-Пітера полюбила його і згадує з теплотою.

## Основні теми
У романі досліджується багато контрастних ідей. Справді, багато в чому в романі йдеться про протилежності, по-різному осмислені: Марселус проти Аутленда, Кітті проти Розамонда, квіксотичне проти прагматичного, старе проти нового, ідея професора як науковця проти його родинних стосунків, індіанські племена проти сучасного світу 1920-х років, протилежні соціальні полюси професора та Ліліан. Ці протилежності не завжди чітко окреслені. З огляду на фінал, роман можна вважати позбавленим чіткого морального імперативу.
Так само порівняння між сучасним світом у розділах ІІІ та І контрастує з природним світом Тома Аутленда у розділі ІІ. Проте плутані судження персонажів блокують ці порівняння і затуманюють чітку мораль: Том підносить і привласнює природу, а безпідставні висновки отця Дюшена спотворюють справжні історичні факти культури меса. Він припускає, що «Матір Єву» було вбито за зраду чоловікові, але це різко контрастує з поглядом Тома на меса як на ідилічний простір, віддалений від «брудних пристроїв світу». Відповідно, «Будинок професора» загалом аналізується як критика сучасності: Марселуси поглинуті останньою модою, пані Сент-Пітер переносить своє давнє кохання до чоловіка на пристрасть до зятя, наука та сучасний світ спотворюють ідеали Сент-Пітера щодо історії та природи. Проте саме нездатність прийняти сучасність ледь не вбиває професора і приводить його до усвідомлення необхідності змін. У своїй промові ерудований професор висуває численні протиріччя. Він критикує науку за те, що вона лише забезпечує людині комфорт перед студентами в його лекційній аудиторії, але разом зі своєю донькою вихваляє обіцянку того, що наука може зробити для людини (Крейн), і її вищу цінність порівняно з грошима: «У „Гамільтоні“ зруйновано відповідність між внутрішнім і зовнішнім: форми одягу оманливі, фізична краса Розамонд приховує духовну порожнечу, гучна зовнішність Луї прикриває внутрішню здатність до любові та щедрості. У „Гамільтоні“ неузгодженість внутрішнього і зовнішнього призводить до непорозумінь і нездатності персонажів налагодити повноцінний контакт один з одним».

### Патріотизм
Роман «Будинок професора» був написаний у 1925 році, у післявоєнній Америці. Подібно до «Великого Гетсбі» Ф. Скотта Фіцджеральда, Кетер розповідає історію про моральний занепад суспільства, яке керується грошима.
Том демонструє емерсонівське розуміння національної ідентичності. Його почуття американськості пов'язане з землею та її красою, і він вірить у колективне володіння цією землею та всією її історією для всіх американців. Його гнів з приводу продажу Родді артефактів корінних американців німцям випливає з віри в те, що вони є частиною американської історії, що вони належать цій землі, і тому ніхто не має права продавати їх, а тим більше неамериканцеві. Остаточний досвід зв'язку Тома з американською ідентичністю відбувається під час його ночівлі на мезі наодинці після його конфронтації з Родді, коли він виявляє, що «меза більше не була пригодою, а релігійним почуттям» і «це була одержимість».
Почуття національної ідентичності Луї, навпаки, зосереджене на грошах та економічній величі країни. Він щедро витрачає дохід, отриманий від інженерних досягнень Тома. Луї з гордістю носить джерело свого багатства — той факт, що його засоби до існування отримані від померлого нареченого дружини, не створює напруги ні між чоловіком і дружиною, ні між подружжям і суспільством. Його оголошення: «Ми назвали наш будинок на честь Тома Аутленда, блискучого молодого американського вченого і винахідника, який загинув у Фландрії, воюючи з Іноземним легіоном, на другому році війни, коли йому ледве виповнилося тридцять років», демонструє його гордість і повагу до свого благодійника, а визнання того, що відданість Тома нації принесла Луї грошовий успіх, яким він насолоджується, свідчить про його розуміння того, що економічний успіх Америки зараз має пріоритет у визначенні країни і її народу.
Професор розривається між світоглядами Тома Аутленда та Луї Марселуса. Він стійкий до змін, ідеалістично тримаючись за пам'ять Тома та Емерсонівську ідеалізацію, яка заперечує матеріальні здобутки. Як добрий друг і наставник Аутленда, Сент-Пітер вважає своїм обов'язком простежити, щоб заповіт Тома був належним чином виконаний. У цьому прагненні він розривається між любов'ю до Тома і любов'ю до його дочки Розамонд, які, на думку професора, мають різні погляди на те, як мають бути витрачені гроші. Коли пані Крейн просить його про допомогу в отриманні компенсації для її чоловіка за патент, над яким він тісно співпрацював з Аутлендом, професор відповідає: «Небеса свідки, я б хотів, щоб Крейн отримав щось з цього, але як? Як? Я багато думав про це, і я звинувачую Тома в тому, що він склав такий заповіт». З одного боку, він заривається в землю, опираючись переходу від любові до землі до любові до її плодів, але він також має почуття обов'язку, яке не дозволяє йому ігнорувати ту роль, яку гроші, зокрема гроші Тома, відіграють у його стосунках і соціальному житті.
Схвалення Катер одного світогляду над іншим є дискусійним, як демонструють різні критики. Волтер Бенн Майклз припускає, що Катер стоїть на боці Тома Аутленда, оскільки поезія «„картини“ вежі мешканців скелі, що „здіймається сильно, зі спокоєм і мужністю“… знаменує в Катер появу культури не лише як аспекту американської ідентичності, а й як одного з її визначальних чинників». З цієї точки зору, Аутленд — це голос Катер у романі, що відстоює тісний зв'язок із ландшафтом як вираженням національної ідентичності. Сара Вілсон, навпаки, стверджує, що Катер критикує ностальгію Тома. «Житла на скелях Блакитної Меси колись належали зниклій культурі, і жодне з нині живих корінних американців не має на них беззаперечних прав… Як, запитує авторка роману, нація чи окремі люди можуть брати участь в історії культурно і часово іншого народу?» Однак Вілсон визнає, що «Америка, про яку говорить Том Аутленд, нація, яка цінує свою давню південно-західну спадщину, принаймні дозволяє унікальні способи бути американцем».

## Критичні тенденції та відгуки
Незважаючи на те, що більшу частину ХХ століття Вілла Катер була обділена увагою критиків, інтерес до неї прокинувся у 1980-х роках з підйомом феміністичного руху. Хоча багато її романів згодом увійшли до канону, критики здебільшого ігнорували «Будинок професора», вважаючи його «морально та психологічно недосконалим». Як причину такої зневаги критики часто називають «ламаний» формат книжки, закидаючи їй непотрібну структуру. Або ж посилаються на амбівалентне зображення психіки професора. Читач не знає, як сприймати вимоги професора до усамітнення та його зацикленість на минулому. Він є сім'янином і університетською людиною, але конфлікт професора досягає свого апогею, коли він відмовляється від «місцевої спільноти заради ностальгічного національного ідеалу». А. С. Баятт називає «Будинок професора» Катер «шедевром… майже ідеально сконструйованим, особливо зворушливим і абсолютно оригінальним».

### Форма
«Будинок професора» критикували як «фрагментарний і непереконливий» через те, що середній розділ, «Історія Тома Аутленда», руйнує навколишню оповідь.
Й. Шретер представляє найпоширеніший критичний погляд на структурне значення роману в есеї «Вілла Катер і будинок професора»: «Книга II — це „бірюза“, а книги I і III — „тьмяне срібло“. Іншими словами, весь роман побудований як індіанський браслет. Неважко помітити, що Вілла Катер хоче провести іронічний контраст не лише між двома прикрасами, але й між двома цивілізаціями, між двома епохами і між двома чоловіками, Марцеллом і Аутлендом, які символізують ці відмінності».
Проте деякі критики проаналізували структуру роману в світлі сонати, ототожнюючи роман або з повною сонатою з трьох частин, або з однією сонатою, розбитою на експозицію, розвиток і повторення. Інші критики, такі як Сара Вілсон, посилаються на голландський стиль живопису, на який Катер посилається у своєму листуванні, як на спосіб пояснення теми та структури роману. Голландські картини дають відчуття контексту, що виходить за межі власне зображених об'єктів. Вони складаються з переповнених інтер'єрів і, за словами Катер, «квадратного вікна, відчиненого… Відчуття моря, яке проникало крізь ці квадратні вікна, було дивовижним і давало мені уявлення про флотилії голландських кораблів, які спокійно плавають по всіх водах земної кулі — до Яви і т. д.». У «Будинку професора» книги І та ІІІ виконують роль переповненого голландського інтер'єру, тоді як «Історія Тома Аутленда» з її більш відкритим місцем дії та голосом виконує функцію відчиненого вікна.

### Квір-читання
В останні роки з'явилося дивне прочитання «Будинку професора». Це читання зосереджується на стосунках професора з Томом, а також стосунках Тома зі своїм обожнюваним другом Родді. Завдяки юнацькому впливу Тома професор досягає свого роду продовження роду — його робота виходить легшою та плавнішою. «Том представляє потребу професора жити з насолодою». Для професора втрата Тома також означає відмову професора від гомоеротичних бажань і, разом з цим, життя «без насолоди… без радості, без пристрасного горя». Том і Родді діляться глибоко інтимним досвідом відкриття. Том розглядає продаж Родді знахідки як зраду, і вони переживають розрив, що має ознаки романтичного прощання.